# トミゼンフーヅ
株式会社トミゼンフーヅは、埼玉県さいたま市南区に本社を置く菓子メーカー。

## 沿革
- 1953年 - 浦和市に製菓材料の卸商を個人で創業。
- 1958年 - 有限会社富善を設立。
- 1962年 - 富善食品工業株式会社に改組。
- 1970年 - 彩果の宝石の原型であるペクチンゼリーを開発。
- 1973年 - 浦和市根岸から現在地に工場移転。
- 1988年 - 株式会社トミゼンフーヅに商号変更。
- 2000年 - 彩果の宝石の販売会社として株式会社彩果の宝石を設立。
- 2005年 - 浦和駅西口に初の直営店として彩果の宝石浦和コルソ店をオープン。
- 2009年 - さいたま市緑区大間木737-3に彩果の宝石本店をオープン。

## 商品
- 彩果の宝石

## 関連企業
- 株式会社彩果の宝石